# Combressol
Combressol [kɔ̃bʁəsɔl] est une commune française située dans le département de la Corrèze en région Nouvelle-Aquitaine.

## Géographie
Combressol est une commune française du Massif central, située sur le plateau de Millevaches.

### Communes limitrophes
Les communes limitrophes sont  Darnets, Maussac, Meymac, Palisse et Saint-Angel.

### Climat
Pour des articles plus généraux, voir Climat de la Nouvelle-Aquitaine et Climat de la Corrèze.
Historiquement, la commune est exposée à un climat montagnard.  
En 2020, Météo-France publie une typologie des climats de la France métropolitaine dans laquelle la commune est exposée à un climat de montagne et est dans la région climatique  Ouest et nord-ouest du Massif Central, caractérisée par une pluviométrie annuelle de 900 à 1 500 mm, maximale en automne et en hiver.
Pour la période 1971-2000, la température annuelle moyenne est de 9,8 °C, avec  une amplitude thermique annuelle de 14,8 °C. Le cumul annuel moyen de précipitations est de 1 205 mm, avec 13,6 jours de précipitations en janvier et 8,1 jours en juillet. Pour la période 1991-2020, la température moyenne annuelle observée sur la station météorologique la plus proche, située sur la commune d'Égletons à 12 km à vol d'oiseau, est de 10,6 °C et le cumul annuel moyen de précipitations est de 1 428,5 mm,. Pour l'avenir, les paramètres climatiques de la commune estimés pour 2050 selon différents scénarios d’émission de gaz à effet de serre sont consultables sur un site dédié publié par Météo-France en novembre 2022.

## Urbanisme

### Typologie
Au 1er janvier 2024, Combressol est catégorisée commune rurale à habitat dispersé, selon la nouvelle grille communale de densité à 7 niveaux définie par l'Insee en 2022.
Elle est située hors unité urbaine. Par ailleurs la commune fait partie de l'aire d'attraction d'Ussel, dont elle est une commune de la couronne,. Cette aire, qui regroupe 38 communes, est catégorisée dans les aires de moins de 50 000 habitants,.

### Occupation des sols
L'occupation des sols de la commune, telle qu'elle ressort de la base de données européenne d’occupation biophysique des sols Corine Land Cover (CLC), est marquée par l'importance des forêts et milieux semi-naturels (68,9 % en 2018), en diminution par rapport à 1990 (70,8 %). La répartition détaillée en 2018 est la suivante : 
forêts (63,3 %), prairies (29,4 %), milieux à végétation arbustive et/ou herbacée (5,6 %), zones agricoles hétérogènes (1,7 %).
L'évolution de l’occupation des sols de la commune et de ses infrastructures peut être observée sur les différentes représentations cartographiques du territoire : la carte de Cassini (XVIIIe siècle), la carte d'état-major (1820-1866) et les cartes ou photos aériennes de l'IGN pour la période actuelle (1950 à aujourd'hui).

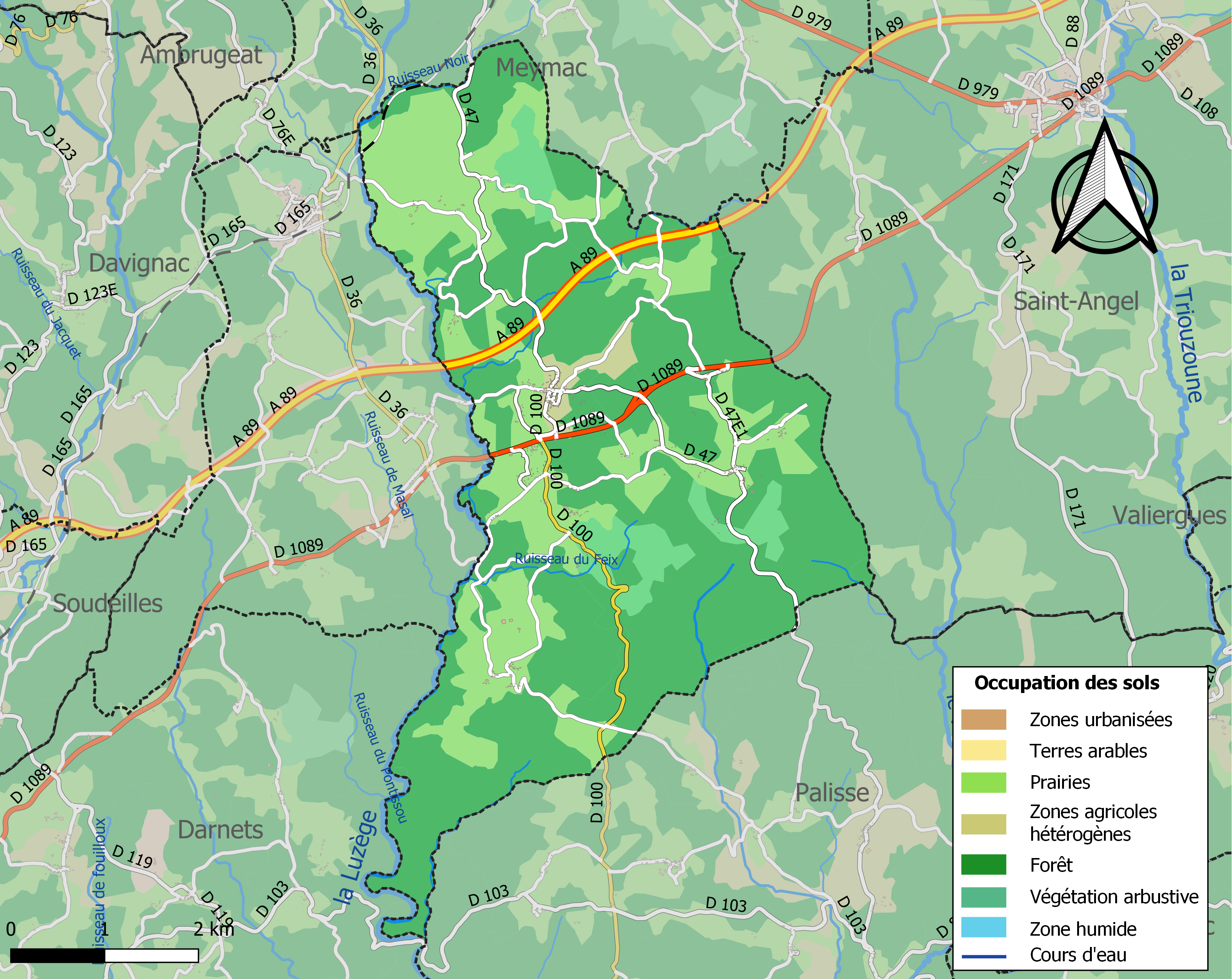
Carte des infrastructures et de l'occupation des sols de la commune en 2018 (CLC).

### Risques majeurs
Le territoire de la commune de Combressol est vulnérable à différents aléas naturels : météorologiques (tempête, orage, neige, grand froid, canicule ou sécheresse), feux de forêts et séisme (sismicité très faible). Il est également exposé à un risque technologique,  le transport de matières dangereuses, et à un risque particulier : le risque de radon. Un site publié par le BRGM permet d'évaluer simplement et rapidement les risques d'un bien localisé soit par son adresse soit par le numéro de sa parcelle.

#### Risques naturels

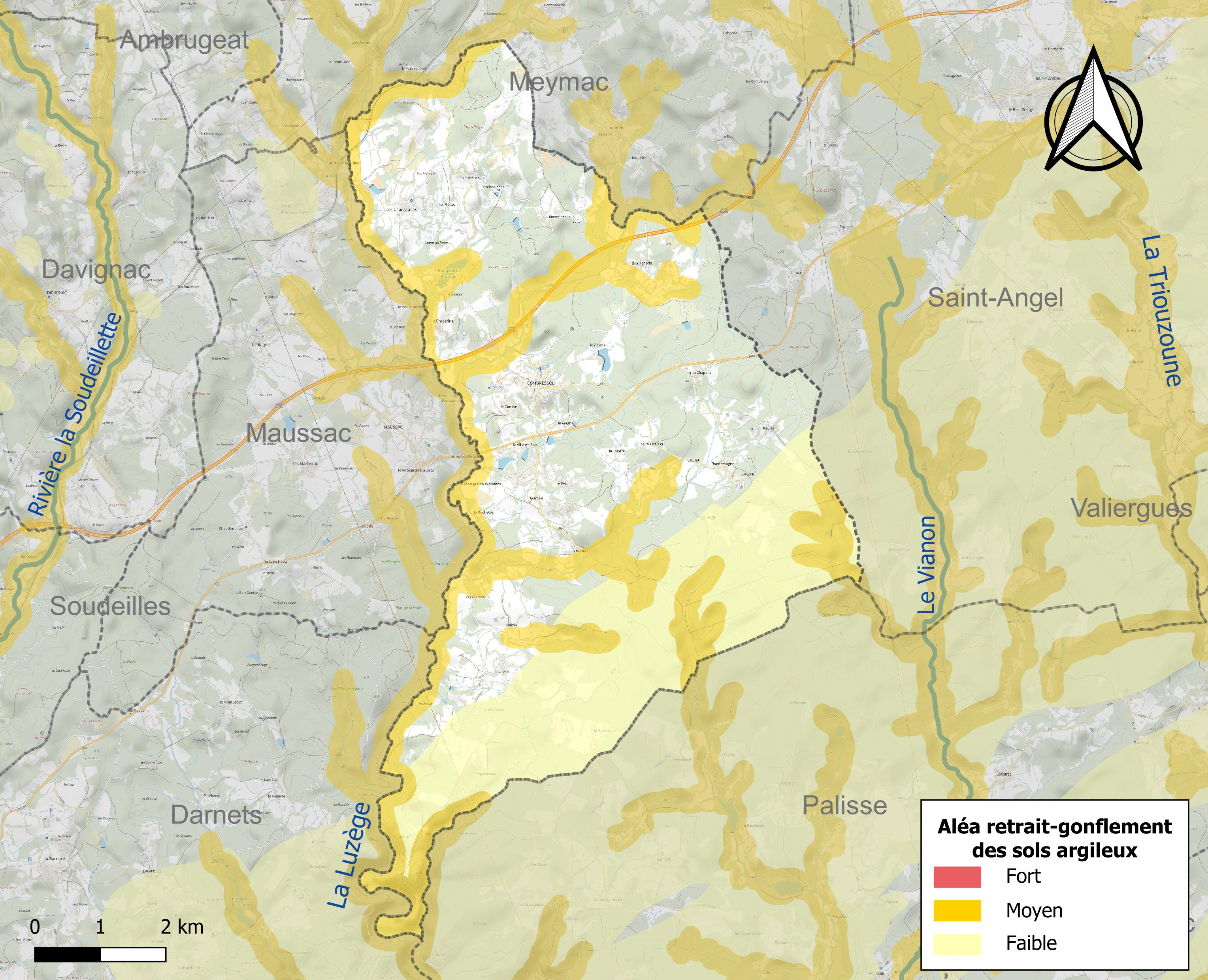
Carte des zones d'aléa retrait-gonflement des sols argileux de Combressol.

Le retrait-gonflement des sols argileux est susceptible d'engendrer des dommages importants aux bâtiments en cas d’alternance de périodes de sécheresse et de pluie. 24,3 % de la superficie communale est en aléa moyen ou fort (26,8 % au niveau départemental et 48,5 % au niveau national). Sur les 307 bâtiments dénombrés sur la commune en 2019,  21 sont en aléa moyen ou fort, soit 7 %, à comparer aux 36 % au niveau départemental et 54 % au niveau national. Une cartographie de l'exposition du territoire national au retrait gonflement des sols argileux est disponible sur le site du BRGM,.
Concernant les feux de forêt, aucun plan de prévention des risques incendie de forêt (PPRIF) n’a été établi en Corrèze, néanmoins le code de l’urbanisme impose la prise en compte des risques dans les documents d’urbanisme. Le périmètre des servitudes d'utilité publique et des zones d'obligation légale de débroussaillement pour les particuliers est quant à lui défini pour la commune dans une carte dédiée. 

#### Risques technologiques
Le risque de transport de matières dangereuses sur la commune est lié à sa traversée par une route à fort trafic et une canalisation de transport d'hydrocarbures. Un accident se produisant sur de telles infrastructures est susceptible d’avoir des effets graves sur les biens, les personnes ou l'environnement, selon la nature du matériau transporté. Des dispositions d’urbanisme peuvent être préconisées en conséquence.

#### Risque particulier
Dans plusieurs parties du territoire national, le radon, accumulé dans certains logements ou autres locaux, peut constituer une source significative d’exposition de la population aux rayonnements ionisants. Certaines communes du département sont concernées par le risque radon à un niveau plus ou moins élevé. Selon la classification de 2018, la commune de Combressol est classée en zone 3, à savoir zone à potentiel radon significatif. 

## Politique et administration
| Période   | Période    | Identité           | Étiquette | Qualité                      |
| --------- | ---------- | ------------------ | --------- | ---------------------------- |
| mars 2001 | mars 2008  | André Maleyrat     |           |                              |
| mars 2008 | mars 2014  | Béatrice Beffare   |           |                              |
| mars 2014 | avril 2016 | Laurence Landon    |           | Démissionne le 14 avril 2016 |
| juin 2016 | juin 2016  | Didier Mazière     |           |                              |
| juin 2016 | En cours   | Christine Rougerie |           |                              |

## Démographie
| 1793 | 1800 | 1806 | 1821 | 1831  | 1836  | 1841  | 1846  | 1851  |
| ---- | ---- | ---- | ---- | ----- | ----- | ----- | ----- | ----- |
| 750  | 856  | 770  | 812  | 1 012 | 1 043 | 1 041 | 1 088 | 1 110 |

| 1856  | 1861  | 1866  | 1872  | 1876  | 1881  | 1886  | 1891  | 1896  |
| ----- | ----- | ----- | ----- | ----- | ----- | ----- | ----- | ----- |
| 1 093 | 1 112 | 1 124 | 1 143 | 1 127 | 1 102 | 1 262 | 1 209 | 1 200 |

| 1901  | 1906  | 1911  | 1921 | 1926 | 1931 | 1936 | 1946 | 1954 |
| ----- | ----- | ----- | ---- | ---- | ---- | ---- | ---- | ---- |
| 1 202 | 1 183 | 1 152 | 946  | 872  | 802  | 856  | 838  | 471  |

| 1962 | 1968 | 1975 | 1982 | 1990 | 1999 | 2006 | 2011 | 2016 |
| ---- | ---- | ---- | ---- | ---- | ---- | ---- | ---- | ---- |
| 542  | 507  | 382  | 282  | 270  | 305  | 349  | 339  | 348  |

| 2021 | 2022 | - | - | - | - | - | - | - |
| ---- | ---- | - | - | - | - | - | - | - |
| 370  | 385  | - | - | - | - | - | - | - |

## Économie
Un atelier de fabrication de chapeaux, une masseuse de bien-être et relaxation, plusieurs associations.

## Lieux et monuments
- Église Saint-Pierre de Combressol. Elle est inscrite à l'Inventaire général du patrimoine culturel[25].
- Abbaye de Bonnesaigne.

## Personnalités liées à la commune
- La belle-famille de Valérie Pécresse, femme politique française, possède une maison de famille à Combressol. Les Pécresse sont une famille de notables de Combressol et de Meymac, lancée dans le négoce des vins de Bordeaux à la fin du XIXe siècle[26].

## Héraldique
| Blason de Combressol | Blason  | D'argent à la jumelle en bande de sinople, accompagnée de deux bandes de même, bordé aussi de sinople, sur le tout échiqueté d'or et de gueules bordé de sinople. |
| Blason de Combressol | Détails | Le statut officiel du blason reste à déterminer. |